# Grande Prêmio de Mônaco de 1997
Resultados do Grande Prêmio de Mônaco de Fórmula 1 realizado em Montecarlo em 11 de maio de 1997. Quinta etapa da temporada, teve como vencedor o alemão Michael Schumacher, da Ferrari. O pódio monegasco foi completado por Rubens Barrichello, da Stewart-Ford, e Eddie Irvine, também da Ferrari.

## Resumo
- Prova encerrada com 62 voltas ao invés de 78 devido ao tempo-limite de duas horas para uma corrida de Fórmula 1.
- Mika Salo, de forma surpreendente (sem fazer nenhuma parada e andando com o carro danificado na asa dianteira), marca os últimos pontos da Tyrrell.[4]
- Ultima corrida de Nicola Larini, que não completou.
- Primeiro pódio da equipe Stewart com Rubens Barrichello.

## Classificação da prova

### Treino oficial
| Pos.                      | Nº | Piloto                | Construtor        | Tempo    | Diferença |
| ------------------------- | -- | --------------------- | ----------------- | -------- | --------- |
| 1                         | 4  | Heinz-Harald Frentzen | Williams-Renault  | 1:18.216 |           |
| 2                         | 5  | Michael Schumacher    | Ferrari           | 1:18.235 | + 0.019   |
| 3                         | 3  | Jacques Villeneuve    | Williams-Renault  | 1:18.583 | + 0.367   |
| 4                         | 12 | Giancarlo Fisichella  | Jordan-Peugeot    | 1:18.665 | + 0.449   |
| 5                         | 10 | David Coulthard       | McLaren-Mercedes  | 1:18.779 | + 0.563   |
| 6                         | 11 | Ralf Schumacher       | Jordan-Peugeot    | 1:18.943 | + 0.727   |
| 7                         | 16 | Johnny Herbert        | Sauber-Petronas   | 1:19.105 | + 0.889   |
| 8                         | 9  | Mika Häkkinen         | McLaren-Mercedes  | 1:19.119 | + 0.903   |
| 9                         | 7  | Jean Alesi            | Benetton-Renault  | 1:19.263 | + 1.047   |
| 10                        | 22 | Rubens Barrichello    | Stewart-Ford      | 1:19.295 | + 1.079   |
| 11                        | 17 | Nicola Larini         | Sauber-Petronas   | 1:19.468 | + 1.252   |
| 12                        | 14 | Olivier Panis         | Prost-Mugen/Honda | 1:19.626 | + 1.410   |
| 13                        | 1  | Damon Hill            | Arrows-Yamaha     | 1:19.674 | + 1.458   |
| 14                        | 19 | Mika Salo             | Tyrrell-Ford      | 1:19.694 | + 1.478   |
| 15                        | 6  | Eddie Irvine          | Ferrari           | 1:19.723 | + 1.507   |
| 16                        | 2  | Pedro Paulo Diniz     | Arrows-Yamaha     | 1:19.860 | +1.644    |
| 17                        | 8  | Gerhard Berger        | Benetton-Renault  | 1:20.199 | + 1.983   |
| 18                        | 21 | Jarno Trulli          | Minardi-Hart      | 1:20.349 | + 2.133   |
| 19                        | 23 | Jan Magnussen         | Stewart-Ford      | 1:20.516 | + 2.300   |
| 20                        | 20 | Ukyo Katayama         | Minardi-Hart      | 1:20.606 | + 2.390   |
| 21                        | 15 | Shinji Nakano         | Prost-Mugen/Honda | 1:20.961 | + 2.745   |
| 22                        | 18 | Jos Verstappen        | Tyrrell-Ford      | 1:21.290 | + 3.074   |
| Limite dos 107%: 1:23.691 |    |                       |                   |          |           |
| Fonte:                    |    |                       |                   |          |           |

### Corrida
| Pos.   | Nº | Piloto                | Construtor        | Voltas | Tempo/Diferença | Grid | Pontos |
| ------ | -- | --------------------- | ----------------- | ------ | --------------- | ---- | ------ |
| 1      | 5  | Michael Schumacher    | Ferrari           | 62     | 2:00:05.654     | 2    | 10     |
| 2      | 22 | Rubens Barrichello    | Stewart-Ford      | 62     | + 53.306        | 10   | 6      |
| 3      | 6  | Eddie Irvine          | Ferrari           | 62     | + 1:22.108      | 15   | 4      |
| 4      | 14 | Olivier Panis         | Prost-Mugen/Honda | 62     | + 1:44.402      | 12   | 3      |
| 5      | 19 | Mika Salo             | Tyrrell-Ford      | 61     | + 1 volta       | 14   | 2      |
| 6      | 12 | Giancarlo Fisichella  | Jordan-Peugeot    | 61     | + 1 volta       | 4    | 1      |
| 7      | 23 | Jan Magnussen         | Stewart-Ford      | 61     | + 1 volta       | 19   |        |
| 8      | 18 | Jos Verstappen        | Tyrrell-Ford      | 60     | + 2 voltas      | 22   |        |
| 9      | 8  | Gerhard Berger        | Benetton-Renault  | 60     | + 2 voltas      | 17   |        |
| 10     | 20 | Ukyo Katayama         | Minardi-Hart      | 60     | + 2 voltas      | 20   |        |
| Ret    | 4  | Heinz-Harald Frentzen | Williams-Renault  | 39     | Acidente        | 1    |        |
| Ret    | 15 | Shinji Nakano         | Prost-Mugen/Honda | 36     | Acidente        | 21   |        |
| Ret    | 17 | Nicola Larini         | Sauber-Petronas   | 24     | Acidente        | 11   |        |
| Ret    | 7  | Jean Alesi            | Benetton-Renault  | 16     | Spun Off        | 9    |        |
| Ret    | 3  | Jacques Villeneuve    | Williams-Renault  | 16     | Acidente        | 3    |        |
| Ret    | 11 | Ralf Schumacher       | Jordan-Peugeot    | 10     | Acidente        | 6    |        |
| Ret    | 16 | Johnny Herbert        | Sauber-Petronas   | 9      | Acidente        | 7    |        |
| Ret    | 21 | Jarno Trulli          | Minardi-Hart      | 7      | Acidente        | 18   |        |
| Ret    | 10 | David Coulthard       | McLaren-Mercedes  | 1      | Acidente        | 5    |        |
| Ret    | 9  | Mika Häkkinen         | McLaren-Mercedes  | 1      | Colisão         | 8    |        |
| Ret    | 1  | Damon Hill            | Arrows-Yamaha     | 1      | Colisão         | 13   |        |
| Ret    | 2  | Pedro Paulo Diniz     | Arrows-Yamaha     | 0      | Spun Off        | 16   |        |
| Fonte: |    |                       |                   |        |                 |      |        |

## Tabela do campeonato após a corrida
| Pos. | Piloto                | Pontos |
| ---- | --------------------- | ------ |
| 1    | Michael Schumacher    | 24     |
| 2    | Jacques Villeneuve    | 20     |
| 3    | Eddie Irvine          | 14     |
| 4    | Heinz-Harald Frentzen | 10     |
| 5    | David Coulthard       | 10     |

| Pos. | Construtor        | Pontos |
| ---- | ----------------- | ------ |
| 1    | Ferrari           | 38     |
| 2    | Williams-Renault  | 30     |
| 3    | McLaren-Mercedes  | 20     |
| 4    | Benetton-Renault  | 13     |
| 5    | Prost-Mugen/Honda | 9      |

- Nota: Somente as primeiras cinco posições estão listadas.